# Броненосці типу «Реджина Маргерита»
Броненосці типу «Реджина Маргерита» (італ. Classe Regina Margherita) — серія броненосців-пре-дредноутів Королівських ВМС Італії початку XX століття. 

## Історія створення
Після смерті адмірала Сімоне де Сан-Бона його наступник і опонент Бенедетто Брін переконав керівництво ВМС, що епоха тихохідних броненосців завершується, і що Італії потрібні сучасні, сильно озброєні та швидкохідні кораблі, навіть ціною зменшення бронювання.
За традицією, після смерті Бенедетто Бріна один з кораблів отримав його ім'я.

## Представники
| Назва                                 | Верф                               | Закладений             | Спущений на воду      | Вступив у стрій     | Доля                                              |
| ------------------------------------- | ---------------------------------- | ---------------------- | --------------------- | ------------------- | ------------------------------------------------- |
| «Реджина Маргерита» Regina Margherita | Верф ВМС у Ла-Спеція               | 20 листопада 1898 року | 30 травня 1901 року   | 14 квітня 1904 року | Підірвався на мінах 11 грудня 1916 року           |
| «Бенедетто Брін» Benedetto Brin       | Верф ВМС у Кастелламмаре-ді-Стабія | 30 січня 1899 року     | 7 листопада 1901 року | 1 вересня 1905 року | Загинув від вибуху боєзапасу 27 вересня 1915 року |

## Конструкція

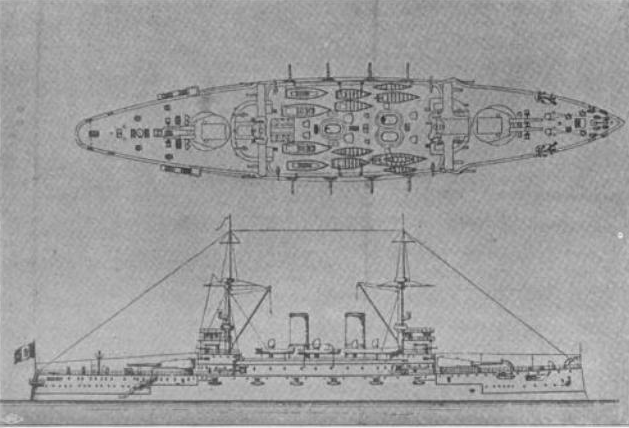
Схема корабля

З метою економії коштів початкові розміри кораблів були зменшені до 13 000 т. Швидкість кораблів становила 20 вузлів. Бронювання поясу становило 152 мм.
Головний калібр складався з двох 305-мм і дванадцяти 203-мм гармат. 
Після смерті Бенедетто Бріна його наступник Руджеро Мікелі (італ. Ruggero Alfredo Micheli) вніс в конструкцію ряд змін. Так, кількість 305-мм гармат була збільшена до чотирьох, натомість залишилось всього чотири 203-мм гармати. Кількість 152-мм гармат зросла до дванадцяти.
В результаті кораблі отримали риси, характерні для броненосців тієї епохи, але з італійською специфікою: відносно слабке бронювання та висока швидкість.

## Характеристика
Брін розраховував, що кораблі за рахунок високої швидкості будуть вести бій на дальніх дистанціях, на яких ворожі снаряди на межі своєї дальності не зможуть завдати сильних пошкоджень відносно слабо броньованим кораблям. В той же час вони могли би вражати кораблі противника потужним залпом 305-мм і 203-мм гармат.
Але заміна більшості 203-мм гармати на 152-мм призвела до того, що броненосці типу «Реджина Маргерита» не могли ефективно вести бій на дальніх дистанціях і вимушені були би наближатись до противника на радіус дії 152-мм гармат. Але у цьому випадку броньовий пояс, розрахований на ведення бою на дальніх дистанціях, неодмінно був би пробитий снарядами гармат головного калібру кораблів противника.